# Lista celor mai mari muzee de artă
Lista asta înșiruie muzeele de artă și cele de alte tipuri care conțin cele mai multe obiecte de artă în funcție de suprafața totală pe care o ocupă.

## Cele mai mari muzee de artă
| Muzee de artă | Muzee de artă             | Muzee de artă    | Muzee de artă | Muzee de artă                         | Muzee de artă    |
| Clădirea      | Numele                    | Orașul           | Țara          | Suprafața în m2 (în picioare pătrate) | Anul deschiderii |
| ------------- | ------------------------- | ---------------- | ------------- | ------------------------------------- | ---------------- |
|               | Luvru                     | Paris            | Franța        | 72.735 (782.910)                      | 1792             |
|               | Muzeul Ermitaj            | Sankt Petersburg | Rusia         | 66.842 (719.480)                      | 1764             |
|               | Muzeul Național al Chinei | Beijing          | China         | 65.000 (700.000)                      | 1959             |